# (153591) 2001 SN263
(153591) 2001 SN263 ist ein kleiner erdnaher Asteroid, der vom LINEAR-Projekt 2001 entdeckt wurde. 2008 fanden Wissenschaftler im Arecibo-Observatorium heraus, dass das Objekt von zwei Monden umkreist wird. Mit einer geringsten Entfernung von 11,2 Millionen Kilometern zur Erde ist es das erdnäheste aus drei Objekten bestehende Asteroidensystem. Die drei Körper sind ähnlich groß, (153591) 2001 SN263 hat einen Durchmesser von 2 km, während die beiden Monde Durchmesser von 1 km und 0,4 km haben.